# Eugen Thurnher
Eugen Thurnher (* 18. Juli 1920 in Dornbirn; † 30. Januar 2007 in Innsbruck) war ein österreichischer Literaturwissenschaftler.

## Leben
Nach der Promotion zum Dr. phil. in München 1941 war er von 1945 bis 1990 am Institut für Germanistik an der Universität Innsbruck als Assistent, Dozent und ab 1953 Professor für neuere deutsche Literatur tätig. Sein Forschungsschwerpunkt war die österreichische Literatur im 19. und 20. Jahrhundert. Er gründete das Brenner-Archiv.

## Schriften (Auswahl)
- Josef Wichner. Mensch und Werk. Vorarlberg und die Wachau. Wesen und Gestalt im dichterischen Werk. Dissertation. München, Carl Greber, 1941.
- Wort und Wesen in Südtirol. Die deutsche Dichtung Südtirols im Mittelalter. Österr. Verlagsanstalt 1947.
- Politik und Dichtung im Mittelalter. Wien 1988, ISBN 3-205-06567-0.
- Wort und Geschichte. Innsbruck 1990, ISBN 3-7022-1752-5.
- Jahre der Vorbereitung. Jakob Fallmerayers Tätigkeiten nach der Rückkehr von der zweiten Orientreise. 1842–1845. Wien 1995, ISBN 3-7001-2188-1.
- (Hrsg.) Tirol zwischen Zeiten und Völkern (= Schlern-Schriften, Bd. 318). Wagner, Innsbruck 2002.
- Zwischen Siebzig und Achtzig. Studien zur deutschen Geistesgeschichte. Innsbruck 2005, ISBN 3-901064-31-1.